# Ferre Vanderhoydonck
Ferre Vanderhoydonck (7 mei 2001) is een Belgisch basketballer.

## Carrière
Vanderhoydonck speelde in de jeugd van KBBC Zolder en KBBC Miners Beringen. Bij deze laatste speelde hij vanaf zijn zestiende mee in de eerste ploeg die uitkwam in tweede landelijke. In 2019 ging hij spelen voor Limburg United en kwam in zijn eerste seizoen nog uit op Double-Affiliation met Beringen. Hij speelde in het seizoen 2019/20 twee wedstrijden voor de eerste ploeg. Het volgende seizoen ging hij spelen voor de tweede ploeg van Limburg en voor de eerste waarvoor hij dertien wedstrijden verscheen. In het seizoen 2021/22 speelde hij acht wedstrijden mee en won de beker met Limburg. Hij tekende in 2022 bij voor twee seizoenen.
In de zomer van 2024 maakte hij de overstap naar tweedeklasser Guco Lier.

### Nationale ploeg
Hij speelde in het 3x3-basketbal voor België op de Olympische Jeugdspelen in 2018 waar hij een zilveren medaille won samen met Sasha Deheneffe, Sam Hofman en Moussa Noterman. Hij is tevens jeugdinternational voor de Belgische ploeg.

## Erelijst
- Belgisch bekerwinnaar: 2022, 2024